# Quşçu (Göygöl)
Quşçu (in armeno Կուշչի Արմավիր?, Kushchi Armavir) è un comune dell'Azerbaigian situato nel distretto di Göygöl. Conta una popolazione di 418 abitanti.